# Jordi Bargalló i Poch
Jordi Bargalló i Poch (Sant Sadurní d'Anoia, 5 de desembre de 1979) és un jugador d'hoquei sobre patins català, que actualment juga al Club Esportiu Noia.
El seu germà Pau Bargalló també és un destacat jugar d'hoquei sobre patins.

## Trajectòria
Jordi Bargalló s'incorpora a les categories inferiors del Club Esportiu Noia provinent del Col·legi Sant Josep de Sant Sadurní d'Anoia.

L'any 1997 debutà al club del seu poble natal, el Club Esportiu Noia. En aquesta primera etapa al club, aconsegueix guanyar dos títols l'any 1998: la Copa de la CERS i la Copa del Rei.

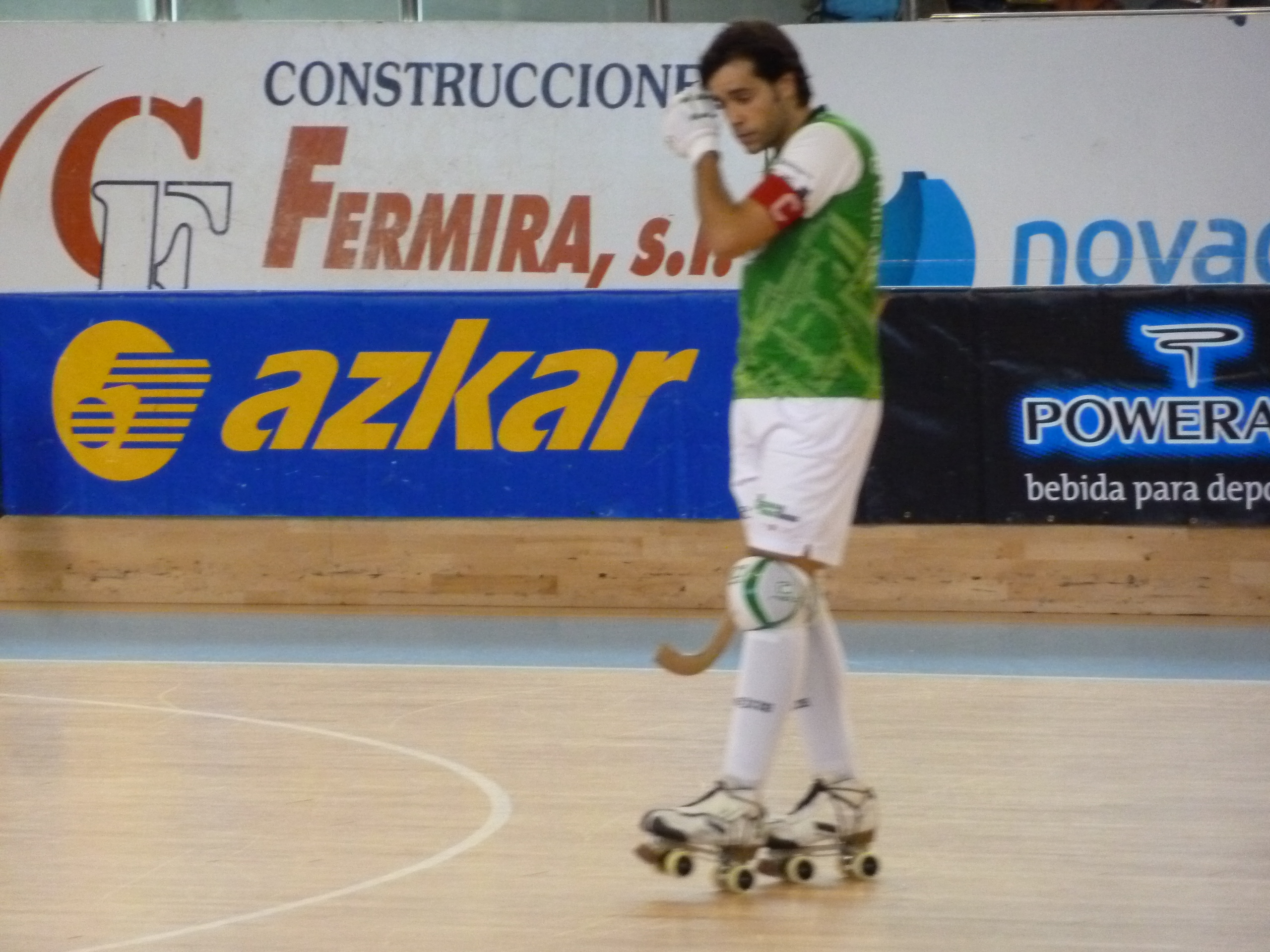
Jordi Bargalló al Liceo.

Després del Noia Freixenet va incorporar-se al conjunt gallec del HC Liceo on, en dues etapes diferents (2002-2006 i 2008-2016), a part de ser-ne un dels jugadors més destacats, va guanyar dues copes Intercontinentals (2004 i 2012), dues Supercopes d’Europa (2003 i 2012), tres Copes d’Europa (2002/03, 2010/11 i 2011/12), una Copa de la CERS (2009/10), una Copa del Rei (2004) i una Ok Lliga (2012/13).
La temporada 2011/12 fou escollit com a segon millor jugador de la lliga quedant per darrere de Marc Torra del FC Barcelona i per davant de Marc Coy del CP Calafell. L'ajuda que oferí al seu equip a obtenir la segona Copa d'Europa consecutiva (la sisena de la història del club gallec), no fou suficient davant del rècord anotador de Marc Torra a la lliga amb trenta-un gols.
La temporada 2012/13 fou escollit com a millor jugador de la lliga, després que a les votacions fetes pels entrenadors i capitans dels setze equips de la competició quedés per davant de "Jepi" Selva i Marc Torra, davanters del CE Vendrell i el FC Barcelona respectivament.
Entremig de la seva estada amb l'equip gallec, Bargalló disputa dues temporades a les files del Igualada Hoquei Club (2006-08).
Després de la segona etapa gallega, l'any 2016 Bargalló posà rumb a la Lliga portuguesa amb el UD Oliveirense. A l'equip de la ciutat portuguesa d'Oliveira de Azeméis, on guanya una Copa Continental (2017) i una Taça Portugal (2019).
L'any 2021 retorna a la seva població natal, retornant al Club Esportiu Noia. Allà guanya la Lliga Catalana 2023/24 i arriba a les finals del playoff pel títol de l'OK Lliga d'aquella mateixa temporada, una fita que feia més de 21 anys que no assolia l'equip cavista.
Ha estat internacional per la selecció espanyola, integrant de l'equip campió del Campionat del Món "A" (anys 2005, 2009 i 2011) i del Campionat d'Europa (2006, 2008 i 2010). També ha jugat amb la Selecció catalana, amb la que guanyà la Copa Amèrica de 2010.

## Palmarès
Els títols nacionals i internacionals que ha obtingut tant en clubs com en seleccions han estat:

### CE Noia
- 1 Copa de la CERS (1997/98)
- 1 Copa del Rei (1998)
- 1 Lliga Catalana (2023/24)

### HC Liceo
- 2 Copes Intercontinentals (2004, 2012)
- 2 Supercopes d'Europa (2002/03, 2011/12)
- 3 Copes d'Europa (2002/03, 2010/11, 2011/12)
- 1 Copa de la CERS (2009/10)
- 1 Copa del Rei (2004)
- 1 OK Lliga (2012/13)
- 2 Copes de Galícia (2008, 2009)

### UD Oliveirense
- 1 Supercopa d'Europa (2017)
- 1 Taça de Portugal (2019)

### Selecció catalana
- 1 Golden Cup (2010)
- 1 Copa Amèrica (2010)

### Selecció espanyola
- 4 Campionats del Món "A" (2007, 2009, 2011, 2013)
- 4 Campionats d'Europa (2006, 2008, 2010, 2012)
- 1 Copa de les Nacions (2005)